# Louis de Launay

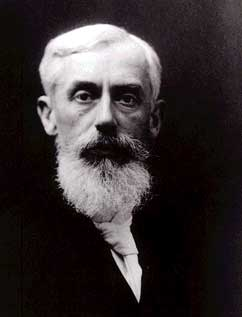
Louis de Launay

Louis de Launay (* 19. Juli 1860 in Paris; † 30. Juni 1938 ebenda) war ein französischer Geologe, Speläologe, Wissenschaftshistoriker und Schriftsteller. Als Geologe war er Spezialist für Erzlagerstätten.

## Leben
De Launay studierte ab 1879 (nachdem er im landesweiten Concours général den 1. Preis in Mathematik erhalten hatte) an der École polytechnique und der École des Mines. Danach war er im Corps des Mines in Moulins (1885) und ab 1889 in Dijon. Ebenfalls 1889 wurde er Professor an der École des Mines in Paris als Nachfolger von Alfred Fuchs. Außerdem war er ab 1907 Geologieprofessor an der École nationale des ponts et chaussées. Sein Nachfolger in seinen Professuren wurde nach seiner Emeritierung 1935 Eugène Raguin. 1931 wurde er Inspecteur général des mines 1. Klasse.
Er befasste sich besonders mit der Geologie von Gold- und Diamanten-Vorkommen in Südafrika, nachdem er darin ab 1895 die Banque Française d'Afrique du Sud beraten hatte.
1920 war er Präsident der Compagnie des mines de la Grand Combe und ab 1930 war er Direktor des Service de la Carte géologique de France als Nachfolger seines Freundes Pierre Termier.
Als Wissenschaftshistoriker schrieb er Biographien von André-Marie Ampère, Alexandre Brongniart und Gaspard Monge. 1904 bis 1919 gab er die Zeitschrift La Nature heraus. Er war auch Schriftsteller mit zahlreichen Buchveröffentlichungen zu verschiedensten Themen, auch von Gedichten und Romanen.
1912 wurde er Mitglied der Académie des sciences und 1921 der Académie d'agriculture. 1933 erhielt er die Penrose-Goldmedaille der Society of Economic Geologists. Er war Kommandeur der Ehrenlegion.
1896 heiratete er die Tochter von Alfred Cornu und hatte einen Sohn, der 1917 im Ersten Weltkrieg fiel, und zwei Töchter. Eine Tochter heiratete den späteren Gouverneur der Bank von Frankreich Pierre-Eugène Fournier (1892–1972).

## Schriften
- Les mines d'or du Transvaal : étude géographique et historique, organisation des sociétés minières, étude géologique, exploitation des gisements, traitement des minerais, résultats économiques, Paris, Baudry, 1896
- L'Or dans le monde, Colin, 1907
- La Conquête minérale, Flammarion, 1908
- Qualités à acquérir, Payot, 1918
- France-Allemagne, Colin, 1917
- Problèmes économiques d'après-guerre, Colin, 1919
- La Technique industrielle, Béranger, 1930
- La Fin d'un monde et le monde nouveau, Courrier politique et littéraire, 1933
- Une Famille de la Bourgeoisie parisienne pendant la Révolution, Perrin, 1922
- Le grand Ampère, Perrin, 1924
- Un Amoureux de Mme Récamier. Le journal de J.-J. Ampère, Desclée de Brouwer, 1927
- Monge, Roger, 1933
- Correspondance du grand Ampère, Gauthier-Villars, 1936
- Lettres inédites de Claude-Julien Bredin, Acad. de Lyon, 1936
- Une grande famille de savants : Les Brongniart, Rapilly, 1940
- La science géologique : ses méthodes, ses résultats, ses problèmes, son histoire, Paris, Colin, 1905
- Histoire de la terre, Flammarion, 1907
- Descartes, Payot, 1923
- Le Christianisme, Payot, 1925
- L'Église et la Science, Bernard Grasset, 1936
- Formation des gîtes métallifères, Gauthier-Villars, 1892
- L'Argent, Baillière, 1895
- Recherche, captage et aménagement des sources thermo-minérales : origine des eaux thermo-minérales, géologie, propriétés physiques et chimiques : cours professé à l'École supérieure des mines, Paris, Baudry, 1899
- Géologie pratique et Petit dictionnaire technique des termes géologiques les plus usuels : applications de la géologie à l'art de l'ingénieur, à l'agriculture, à la recherche des eaux naturelles ou thermales, à l'évacuation des eaux contaminées, à l'hygiène publique, à la découverte et mise en valeur des minerais, combustibles et produits minéraux divers, à la topographie, etc., Paris, A. Colin, 1901
- Les richesses minérales de l'Afrique : l'or, les métaux le diamant, les phosphates, le sel, les combustibles, les sources thermales, etc. : Algérie et Tunisie-Égypte-Abyssinie-Soudan-Côte d'Or-Transvaal-Rhodésia-Afrique Centrale-Madagascar, etc., Paris, C. Baudry, 1903
- La géologie et les richesses minérales de l'Asie : historique, industrie, production, avenir, métallogénie : Sibérie, Oural, Caucase, Turkestan, Mer Égée, Asie Mineure, Perse, Inde, Insulinde, Indo-Chine, Chine, Paris, C. Béranger, 1911
- Traité de métallogénie : gîtes minéraux et métallifères : gisements, recherche, production et commerce des minéraux utiles et minerais, description des principales mines, 3 Bände, Paris, C. Béranger, 1913
- Où en est la géologie?, Paris, Gauthier-Villars, 1921
- Géologie de la France, Paris, Colin, 1921
- Cours des Ponts et Chaussées, Baillière, 1922
- La Terre, sa structure et son passé, Paris, Payot, 1925
- La Vie des montagnes, Fayard, 1926
- Cours de géologie appliquée à l'École des Mines, Lüttich, Béranger, 1933
- Chez les Grecs de Turquie, Rieder, 1897
- La Bulgarie d'hier et de demain, Hachette, 1907
- La Turquie que l'on voit, Hachette, 1913
- L'Envers d'un crime, Dentu, 1889
- Les Fumées de l'encens, Dunod, 1925
- Les Entretiens d'Ahasvérus, Courrier politique et littéraire, 1938
- Cours de géologie appliquée, 1920
- Les diamants du Cap : historique, organisation financière et commerciale : géologie, mode d'exploitation et de traitement, comparaison avec les gisements du Brésil, de l'Inde, de Bornéo et d'Australie, Paris: Baudry 1897
- Traité des gîtes minéraux et métallifères : recherche, étude et conditions d'exploitation des minéraux utiles, description des principales mines connues, usages et statistique des métaux : cours de géologie appliquée de l'École supérieur des mines, 2 Bände, Paris, Librairie polytechnique, 1893

## Ehrungen
Das 1967 von John Leslie Jambor erstbeschriebene Mineral Launayit ist nach ihm benannt.